# Bougueria nubicola
Bougueria nubicola là một loài thực vật có hoa trong họ Mã đề. Loài này được Decne. mô tả khoa học đầu tiên năm 1836.